# Swinford, Irland
Swinford (iriska: Béal Átha na Muice) är en ort i republiken Irland.   Den ligger i grevskapet Maigh Eo och provinsen Connacht, i den nordvästra delen av landet, 190 km väster om huvudstaden Dublin. Swinford ligger 62 meter över havet och antalet invånare är 1 435.
Terrängen runt Swinford är huvudsakligen platt, men norrut är den kuperad.Runt Swinford är det ganska tätbefolkat, med 62 invånare per kvadratkilometer. Närmaste större samhälle är Tobercurry, 18,0 km nordost om Swinford. Trakten runt Swinford består i huvudsak av gräsmarker.